# Bucky Lasek
Charles Michael Lasek, más conocido como Bucky, nació el 3 de diciembre de 1972 en Dundalk, Maryland y es un skater profesional estadounidense ganador en múltiples ocasiones de los X Games en la modalidad de vert, su mayor especialidad.

## Biografía
Bucky comenzó en el skateboard con 12 años. Tras varias victorias en campeonatos amateur ingresó en la escuela de talentos del equipo Powell Peralta, equipo del mítico Stacy Peralta, en 1987. Con este equipo realiza su primer video de skate con Bones Brigade, un equipo de Powell Peralta donde Bucky coincidió con una notable generación de skaters como Tony Hawk, Steve Caballero o Rodney Mullen. Se trata del video-documental Public Domain.
En 1990 se convierte en profesional de la mano de Powell justo cuando la popularidad del vert, su especialidad, era bastante baja. Sin embargo, el éxito de los X Games hace que Bucky pueda relanzar la modalidad del vert, convirtiéndose en uno de los skaters más importantes en las rampas estadounidenses.
A día de hoy, Bucky ha ganado diez medallas de los X Games en la modalidad de vert, incluyendo seis de oro, así como títulos en otras importantes competiciones de los deportes extremos como el Vans Triple Crown, Gravity Games, y el Slam City Jam. Títulos que le hacen ser uno de los más importantes skaters de vert del mundo junto a Rune Glifberg, Bob Burnquist y el propio Tony Hawk. Entre sus trucos más destacados están el Heelflip Frontside Gay Twist, el Switch Frontside 540, el Heelflip Frontside Invert y es el único skater en realizar un 720 sobre la rampa y caer de espaldas, movimientos conocido como "MacKenzie".
Bucky es patrocinado por Element, Independent, Puma, Billabong y Von Zipper, entre otros.

## Historial de pruebas
- 1.º en 2006 Dew Action Sports Tour: Vert
- 1.º en 2006 X Games: mejor truco de vert
- 1.º en 2005 Dew Action Sports Tour: Vert
- 1.º en 2004 Slam City Jam: vert.
- 1.º en 2004 X Games: vert
- 1.º en 2003 X Games: vert
- 1.º en 2003 X Games: dobles de vert (con Bob Burnquist)
- 1.º en 2002 Slam City Jam: vert.
- 2.º en 2002 X Games VIII: dobles de vert (con Bob Burnquist)
- 2.º en 2001 X Games: vert.
- 1.º en 2000 X Games: vert.
- 9.º en 2000 X Games: dobles de vert.
- 1.º en 1999 X Games: vert.
- 5.º en 1999 X Games: mejor truco de vert.
- 2.º en 1999 X Games: dobles de vert.
- 4.º en 1998 X Games: vert.
- 2.º en 1998 X Games: dobles de vert.
- 4.º en 1997 X Games: vert.

## Curiosidades
- Ha aparecido en la película independiente dirigida por Bam Margera, Haggard: The Movie, así como en episodios de Viva La Bam.
- Actualmente vive en Carlsbad, California, junto a su mujer y sus dos hijos.
- El robo de su bicicleta cuando era un niño motivó a Bucky a practicar el skate.
- Bucky ha sido un clásico y habitual de la serie de videojuegos Tony Hawk's, donde apareció en las primeras cinco entregas (desde Tony Hawk's Pro Skater hasta Tony Hawk's Underground)

- Datos: Q383569
- Multimedia: Bucky Lasek / Q383569